# Pseudoxandra bahiensis
Pseudoxandra bahiensis är en kirimojaväxtart som beskrevs av Paulus Johannes Maria Maas. Pseudoxandra bahiensis ingår i släktet Pseudoxandra och familjen kirimojaväxter. Inga underarter finns listade i Catalogue of Life.

## Bildgalleri

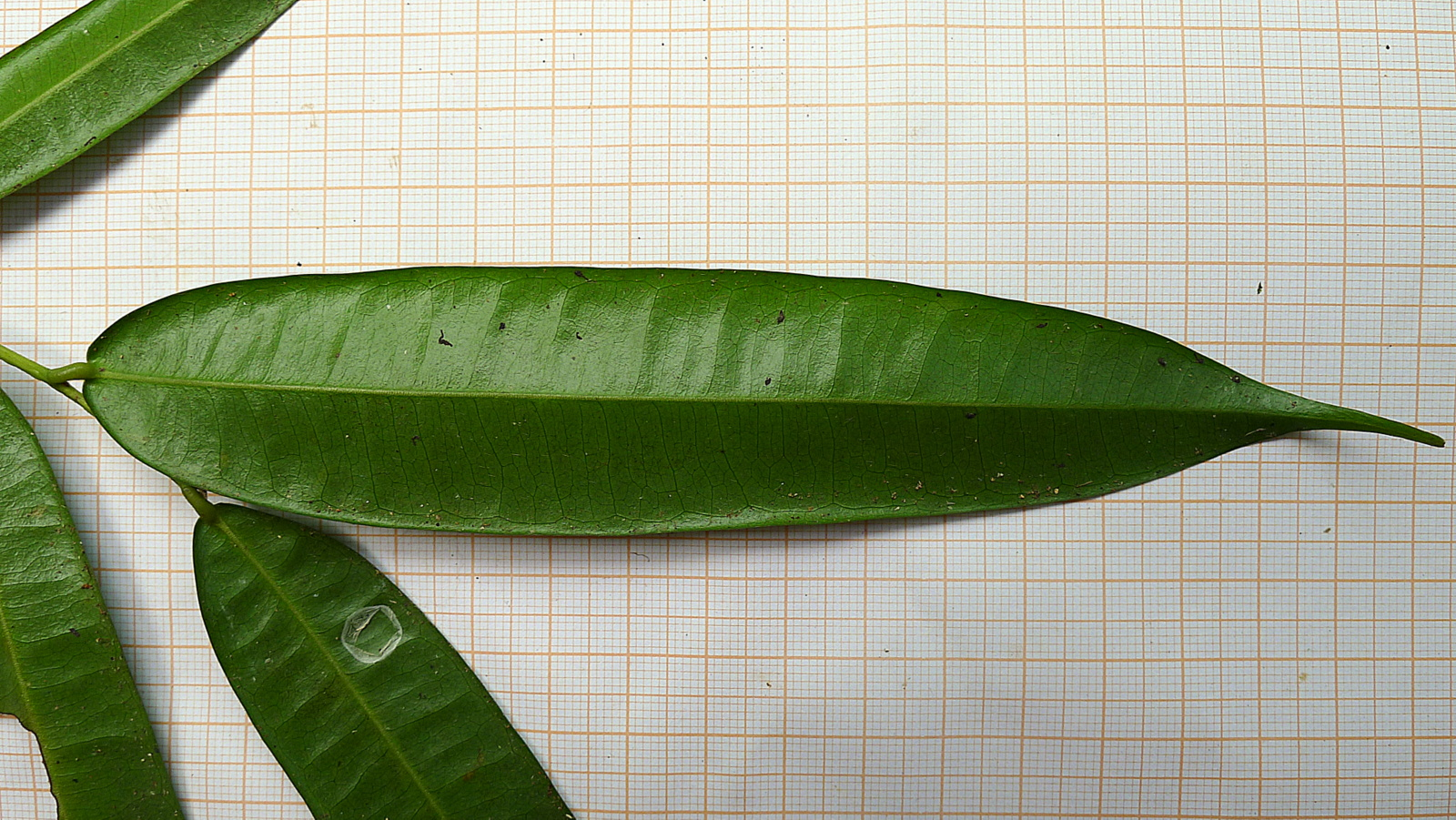
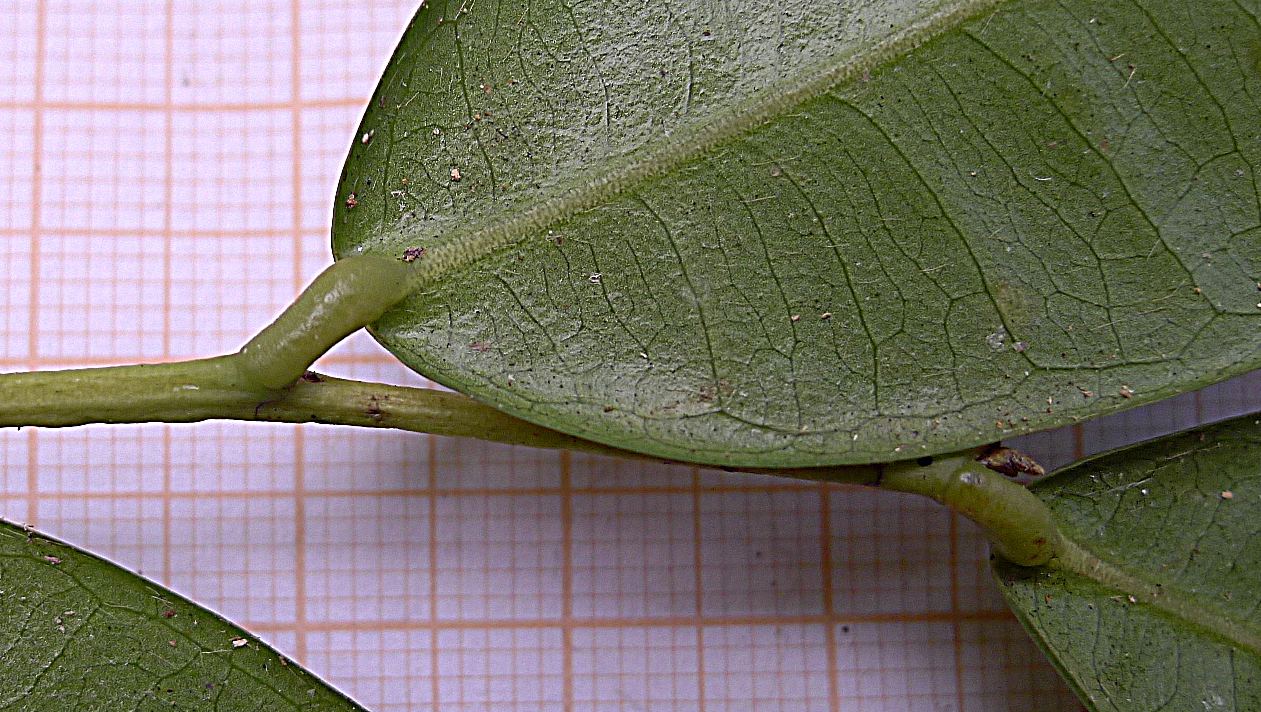
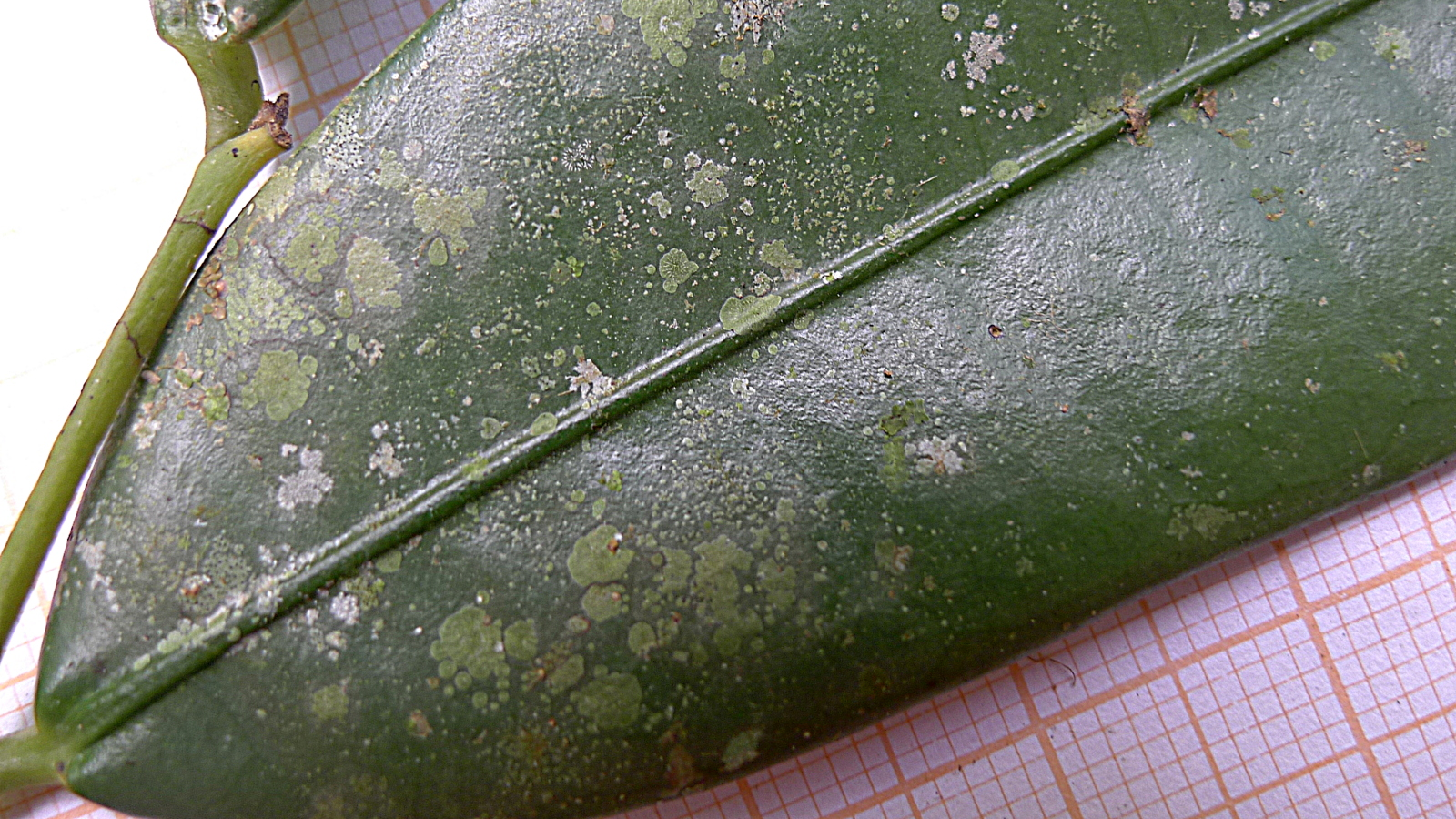
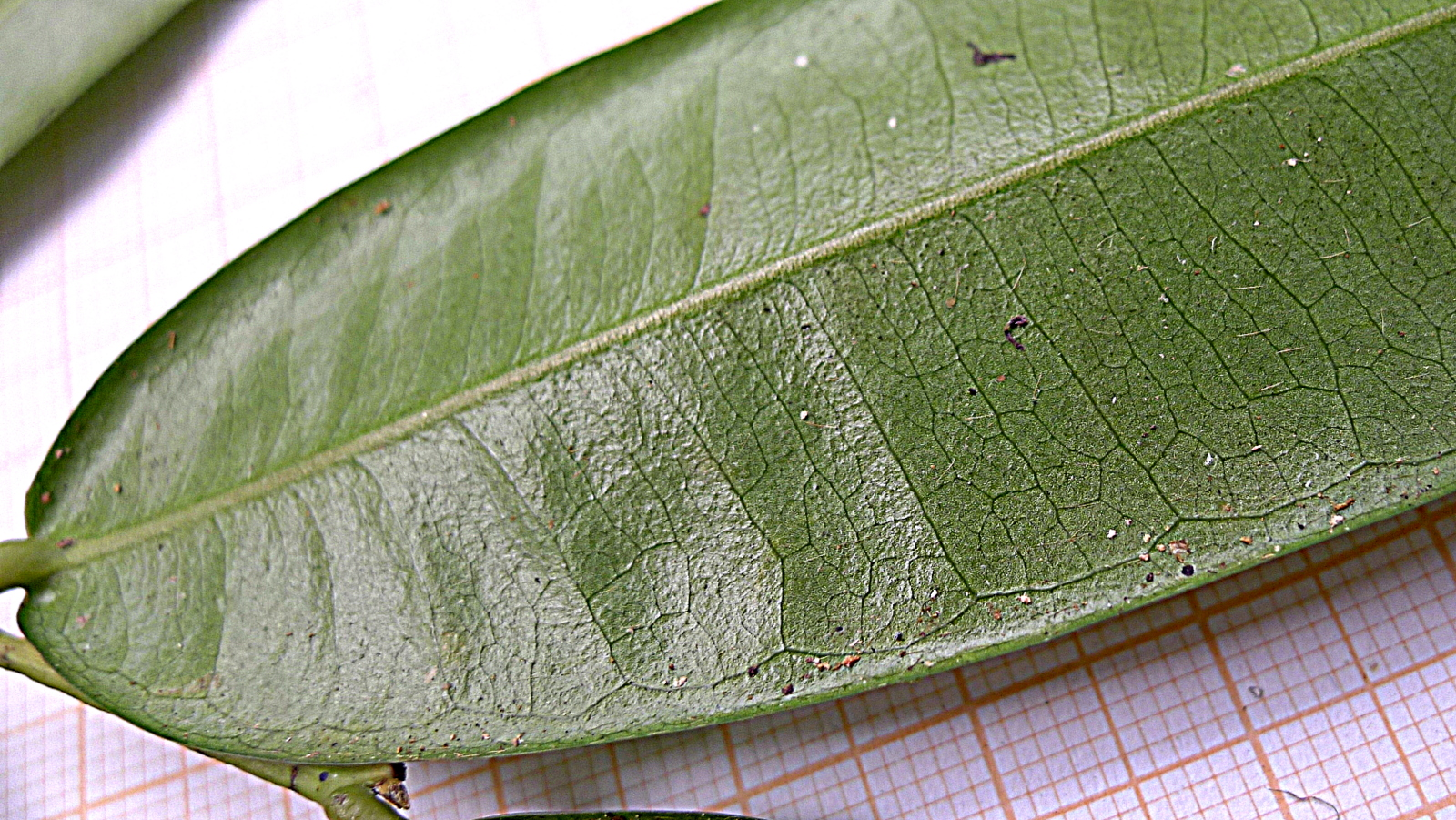
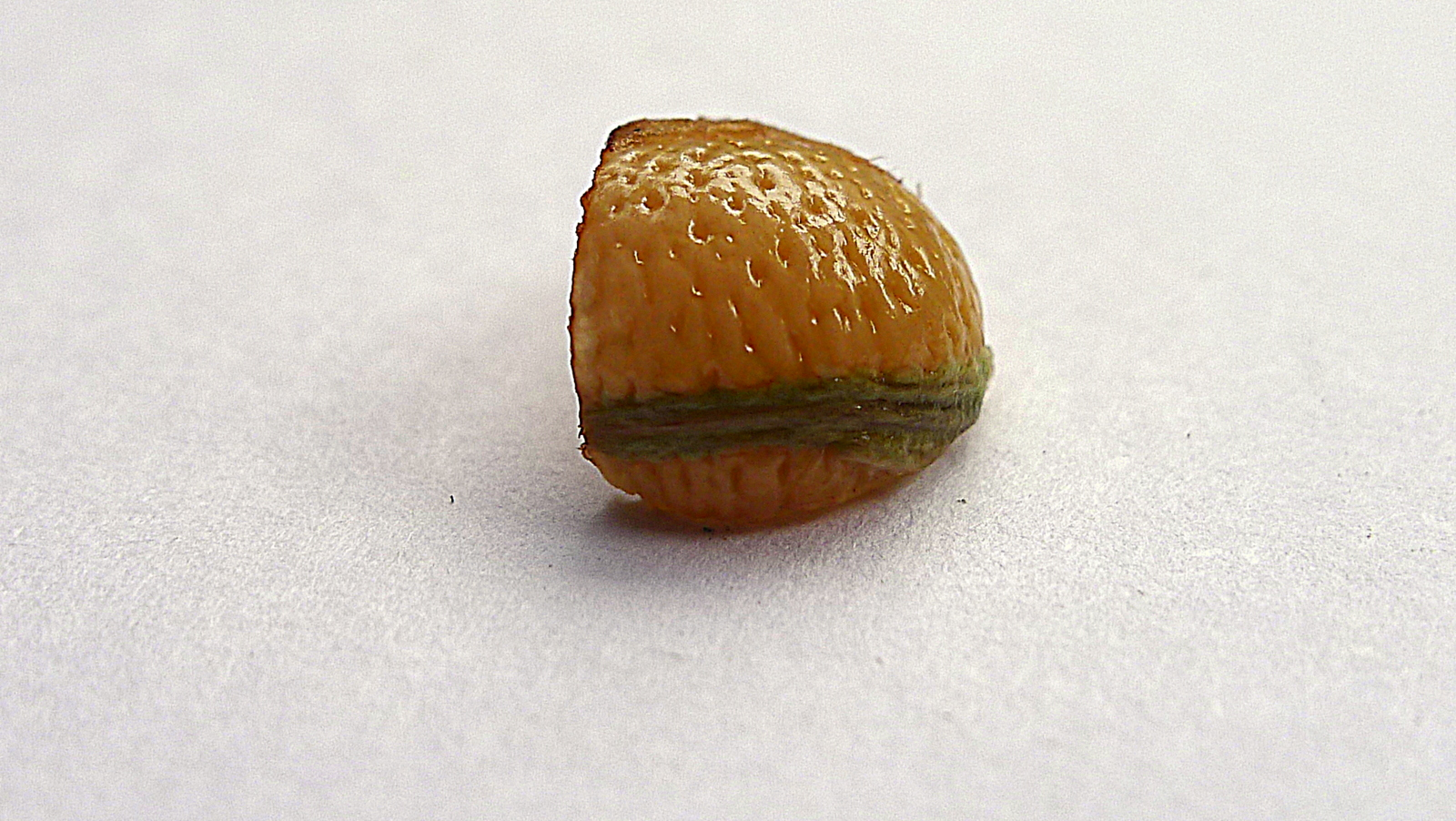
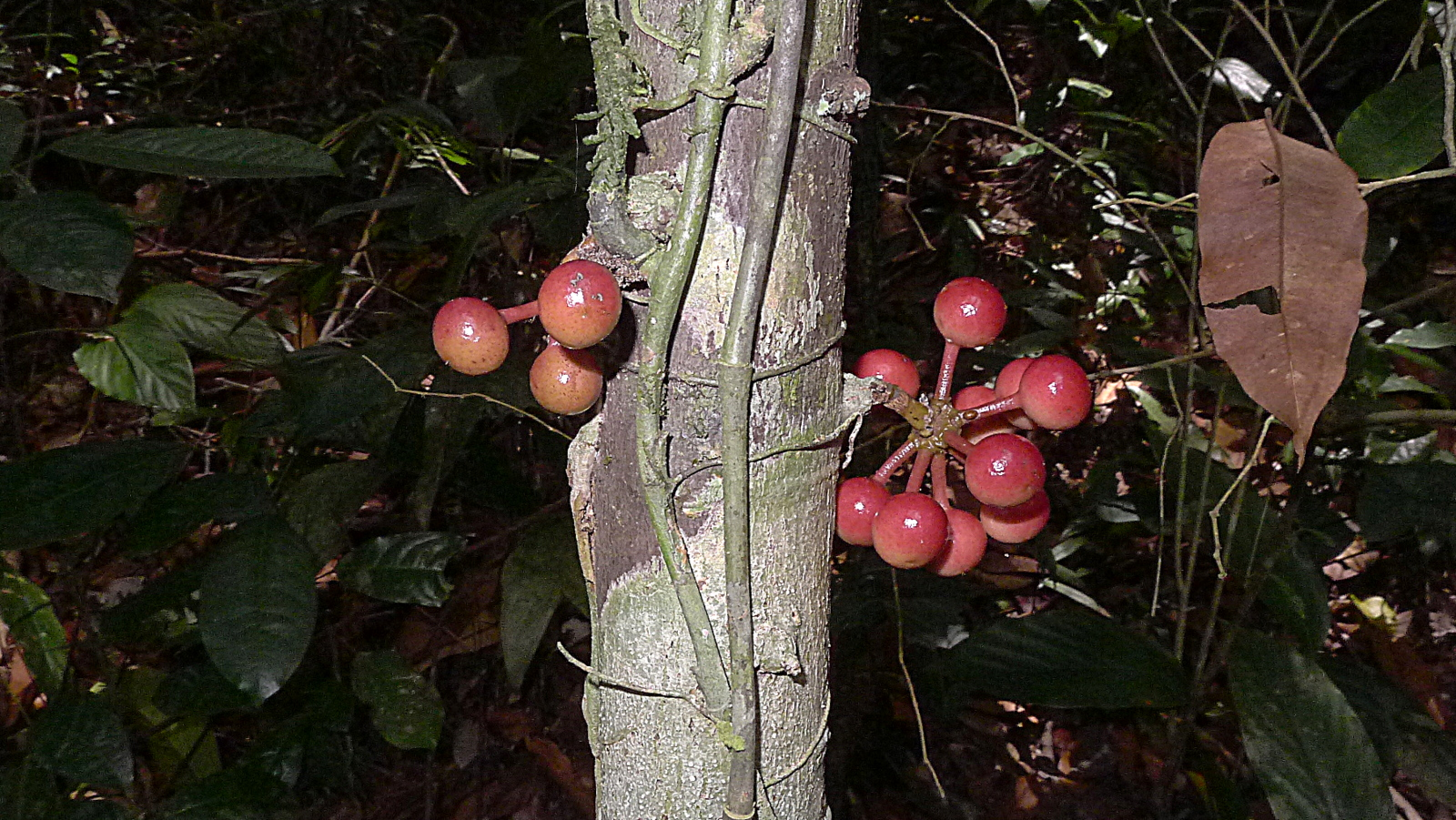